# 歯科技工士法
歯科技工士法（しかぎこうしほう、昭和30年8月16日法律第168号）は、歯科技工士の職務・資格などに関する日本の法律である。
歯科三法（歯科医師法、歯科衛生士法、歯科技工士法）の一つ。

## 概要
- 法令番号…昭和30年法律168号
- 公布…1955年（昭和30年）8月16日
- 施行…1955年（昭和30年）10月15日